# NGC 3900
NGC 3900 é uma galáxia espiral (S0-a) localizada na direcção da constelação de Leo. Possui uma declinação de +27° 01' 18" e uma ascensão recta de 11 horas, 49 minutos e 09,3 segundos.
A galáxia NGC 3900 foi descoberta em 6 de Abril de 1785 por William Herschel.